# 飞来峡站
飞来峡站是一个京广线上的铁路车站，位于广东省清远市清城区飞来峡镇，建于1910年，原名旧横石站，1999年8月23日更名为飞来峡站。车站目前不办理客货运业务。